# جنگجویان آینده
جنگجویان آینده (به چینی: 明日戰記)، که قبلاً با نام جنگ متناقض (به چینی: 矛盾戰爭) شناخته می‌شد، یک فیلم علمی تخیلی و اکشن محصول سال ۲۰۲۲ سینمای هنگ کنگ به کارگردانی هنرمند جلوه‌های بصری نگ یوئن فای در اولین کارگردانی خود و با بازی لوئیس کو، شان لائو، کارینا لاو و نیک چیانگ است.
پس از سه سال ساخت، تولید این فیلم در ۱۲ فوریه ۲۰۱۷ آغاز شد. و در ابتدا قرار بود در سال ۲۰۱۹ اکران شود. پس از یک تأخیر طولانی، این فیلم چهل و ششمین جشنواره بین‌المللی فیلم هنگ‌کنگ را در ۱۵ اوت ۲۰۲۲ اکران شد. و در ۲۵ اوت ۲۰۲۲ در هنگ کنگ اکران شد. این فیلم منتقدان را دوقطبی کرده‌است، زیرا جلوه‌های بصری، صحنه‌های اکشن و اجراها با انتقاداتی که نسبت به طرح و فیلمنامه آن دارد، مورد تحسین قرار گرفت.

## خلاصه داستان
در سال ۲۰۵۵، جنگ‌ها زمین را ویران کردند، زیرا گرمایش جهانی و بلایای طبیعی، جو را به‌طور کامل نابود کرده‌است. بسیاری از مردم با نقایص مادرزادی به دنیا می‌آیند و می‌میرند، با تورهای آسمانی که برای محافظت از بقایای مردم در زمین ساخته شده‌اند. B-16 (در حال حاضر یک شهر آینده نگرانه هنگ کنگ) توسط یک شهاب سنگ بمباران می‌شود و دکتر چان، دانشمند ارشد ASU (یک نیروی نظامی محلی)، راهی برای ریشه کنی این مشکل و تصفیه هوا پیدا می‌کند.

## بازخوردها
ادموند لی از ساوت چاینا مورنینگ پست به فیلم امتیاز ۳ از ۵ ستاره داد و جلوه‌های بصری فیلم را به عنوان پیشگامانه و نقطه عطفی در سینمای هنگ کنگ ستود و در عین حال به کمبود ایده‌های تازه فیلم اشاره کرد.